# Louis-Alexandre de Cessart
Louis-Alexandre de Cessart (25 de agosto de 1719-12 de abril de 1806) fue un ingeniero de puentes y caminos francés, conocido especialmente por las obras marítimas que desarrolló en la bahía de Cherburgo y por algunos de sus puentes, como el construido sobre el río Loira en Saumur (que lleva su nombre) o el puente de las Artes en París. 

## Semblanza
Cessart había nacido en París en 1719. Hizo un breve paso por los ejércitos franceses durante su juventud, antes de terminar su carrera militar debido a los problemas de salud que le provocó la vida militar. Más adelante ingresó en 1747 al Escuela Real de Puentes y Caminos fundada aquel mismo año por Jean-Rodolphe Perronet.
Inició su carrera como ingeniero con la construcción del conocido como puente de Cessart sobre el río Loira en Saumur, antes de diseñar muelles y otras instalaciones portuarias en Normandía, lo que le valió una sólida reputación en el campo de las obras marítimas.
En la década de 1780, se le encomendó el proyecto de un rompeolas que rodeaba el puerto de Cherburgo, y para ello imaginó una construcción utilizando grandes conos remolcados y empedrados en alta mar. Terminó su carrera diseñando el puente de las Artes en París.

## Juventud y formación
Louis-Alexandre de Cessart nació en París el  25 de agosto de 1719. En 1742, a la edad de 23 años, se embarcó en la carrera militar dentro de la Gendarmería de la Casa Real. Esto lo lleva a participar en la guerra de sucesión austríaca, durante la que combatió en Flandes. Se distinguió durante la batalla de Fontenoy en 1745, y luego en la batalla de Rocoux, en 1746. Los cuatro años de campaña lo pusieron a prueba, hasta el punto que tuvo que poner fin a su carrera militar en 1747, por razones de salud. Cessart entonces eligió convertirse en ingeniero: para este propósito, fue uno de los primeros estudiantes admitidos en la nueva Real Escuela de Puentes y Caminos, recién fundada por el célebre ingeniero Jean-Rodolphe Perronet. Estudió allí desde 1747 hasta 1751.

## Ingeniero de Caminos y Puentes

### Carrera temprana: del puente Cessart a las obras marítimas
Mientras completaba sus estudios de ingeniería en 1751, Louis-Alexandre de Cessart comenzó su carrera dentro del Real Cuerpo de Puentes y Caminos bajo la dirección de Jean-Baptiste de Voglie, quien entonces era ingeniero jefe de la Generalidad de Tours. En particular, promovió el uso de la "segueta" para los trabajos de carpintería. La construcción del puente de Saumur, dirigida por Voglie, le dio la oportunidad de introducir en Francia el sistema de cimentación de pilas de puentes mediante cajones, técnica que adaptó a las particularidades del lugar. Para ello, mandó instalar 116 pilotes, sobre los que se colocaron cajones estancos que permitieron construir en seco la mampostería de los apoyos del puente sobre el lecho del río Loira.
Cessart dejó Saumur en 1766, antes de alcanzar el rango de ingeniero jefe de la Generalidad de Alençon en 1767, y luego en la de Rouen en 1776. Organizó y supervisó la construcción de diversas infraestructuras costeras y fluviales, como los muelles de Ruan, así como las esclusas de Dieppe y Tréport. Además, diseñó un proyecto de ampliación del puerto de El Havre. Estos desarrollos, llevados a cabo bajo su dirección por el ingeniero Jacques-Élie Lamblardie, contribuyeron a granjearle una cierta notoriedad en el campo de la ingeniería marítima.

### Obras del puerto de Cherburgo

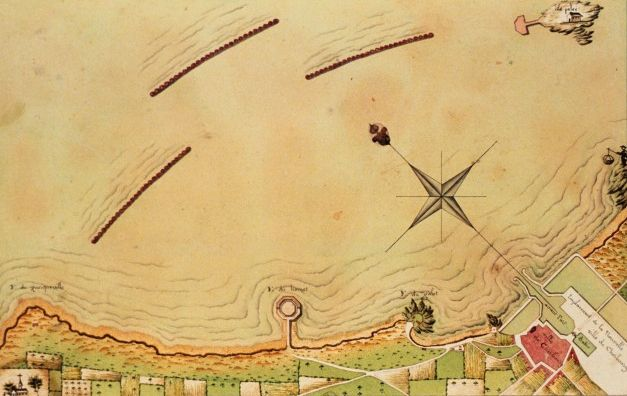
La visión de de Cessart

Los desarrollos portuarios realizados bajo la dirección de Cessart se convirtieron en un éxito, lo que llevó al Secretario de Estado de la Marina a confiarle el diseño y la construcción de un rompeolas para proteger el futuro arsenal de Cherburgo. El proyecto del dique era parte de un vasto plan destinado a fortificar Cherburgo (Cherburgo-en-Cotentin desde el 1 de enero de 2016 ), puesto de avanzada en el canal de la Mancha y testigo de muchas batallas navales. El ingeniero militar Vauban ya había propuesto un plan de obras de fortificación que no se había llevado a cabo.
En 1781, Cessart presentó un proyecto innovador, empleando a mayor escala el método del cajón que ya había utilizado para el puente de Saumur. Para construir el rompeolas propuso la inmersión de 90 piezas con forma de tronco de cono que constituían la estructura del malecón. Estos conos, hechos con tablones de madera y rellenos de piedras, eran de gran tamaño, midiendo 50 m de diámetro en su base y 20 m de diámetro en la parte superior, con una altura de entre 20 y 24 m. Se debían fabricar en tierra, antes de ser remolcados mar adentro para ser lastrados e instalados allí, con el fin de formar el rompeolas, con una longitud de 4000 m. Después de unas concluyentes pruebas iniciales, el proyecto fue aprobado por la Secretaría de Estado para la Armada.
El trabajo se emprendió en 1783 en un ambiente de entusiasmo general, reforzado por el éxito de los primeros logros. Sin embargo, el proyecto vio reducido su tamaño respecto al plan original por motivos de ahorro de su coste. A pesar de este primer escollo, el rey Luis XVI, que tenía un gran interés y concedía gran importancia a la construcción del dique, visitó las obras de 23 de junio de 1786 y asistió al remolque del noveno cono. Pero el proyecto encontró nuevos obstáculos. A nivel técnico, el dique en construcción estaba sujeto a graves daños por la fuerza de las mareas y los temporales que barrían la península de Cotentin. Estos contratiempos retrasaron el avance de la obra y el proyecto se retrasó. A nivel profesional, Cessart, ingeniero civil, tuvo que superar la oposición de los ingenieros de la Armada, quienes fueron modificando los planos constructivos y espaciando los conos, distorsionando así el proyecto. Además, los críticos estaban en contra de su costo, considerado demasiado alto. Ante estos diversos contratiempos, Louis-Alexandre de Cessart se agotó gradualmente, y pidió que se le retirara como director de las obras en 1791, cansado de luchar "contra los elementos y contra los hombres".
Fue sustituido por el ingeniero Joseph Cachin, que completaría la obra durante las dos décadas siguientes. Para ello aplicó la técnica propuesta por el Oficial Naval Louis de La Couldre de La Bretonnière: sumergir viejos buques de combate rellenos de piedras y con albañilería en la parte superior, con el fin de asentar allí el dique. Si bien la empresa de Cessart fue un fracaso parcial, las innovaciones que aportó y la experiencia adquirida en la inmersión de conos de grava se consideran hoy como iniciadoras de las actuales técnicas de construcción en el mar.

### Últimos logros
Louis-Alexandre de Cessart fue nombrado inspector general de Carreteras y Puentes en 1783, mientras dirigía las obras del dique de Cherburgo. En 1786, inspirado por los rodillos utilizados por los jardineros para nivelar los caminos de los parques, inventó un modelo de apisonadora, cuyo principio y dimensiones presentó el  5 de febrero de 1787 a los demás ingenieros del Cuerpo de Puentes y Caminos. Finalmente, entre 1801 y 1804 asesoró la construcción del puente de las Artes, el primer puente metálico de Francia, del que participa en su diseño. Se jubiló al terminar la construcción del puente, a los ochenta y cinco años, y murió en la ciudad de Ruan dos años después, el 12 de abril de 1806.

## Publicaciones
- "Description des travaux hydrauliques de Louis-Alexandre de Cessart" (Descripción de las obras hidráulicas de Louis-Alexandre de Cessart) por Louis-Victor Dubois d'Arneuville, A.-A. Renouard, París, 2 volúmenes:
  - Primer volumen (1806) (leer en línea) (enlace roto disponible en Internet Archive; véase el historial, la primera versión y la última).
  - Segundo volumen (1808) (leer en línea) (enlace roto disponible en Internet Archive; véase el historial, la primera versión y la última).

### Libros y notas biográficas
- Guy Coronio (1997). «« Louis Alexandre de Cessart », pp.44-46».  En Presses de l'École nationale des ponts et chaussées, ed. 250 ans de l'École des Ponts en cent portraits (en francés). París. pp. 221. ISBN 2-85978-271-0. Coronio1997..
- Louis de Grandmaison, Ensayo de armadura de artistas franceses. Cartas de nobleza. Pruebas para la Orden de Saint-Michel, p. 397  , Reunión de sociedades científicas de los departamentos en la Sorbona. Sección de Bellas Artes, Ministerio de Instrucción Pública, 1903, sesión 27 (leer online).
- Christian Labrousse; Jean-Pierre Poirier (2017). «entrée « Cessart, Louis Alexandre de », pp.300-301».  En Jean-Cyrille Godefroy, ed. La science en France [dictionnaire biographique des scientifiques français de l'an mille à nos jours] (en francés). París. p. 1494. ISBN 978-2-86553-293-3. Labrousse2017..
- François Pierre Hardouin Tarbé de Saint-Hardouin (1884). «« de Cessart », pp.39-40».  En Éditeur Baudry, ed. Notices biographiques sur les ingénieurs des Ponts et Chaussées depuis la création du corps en 1716 jusqu'à nos jours. París. p. 276. Hardouin1884..

### Estudios sobre la obra de Cessart
- Paul Bissegger (1990). «Le rouleau compresseur, une innovation du siglo XIX   en génie civil» [développement international et introduction en Suisse romande, particulièrement dans le canton de Vaud]. Revue suisse d’histoire 40 (4): 361-381. Consultado el 22 septembre 2018..
- Antoine Picon (1997). «114».  En Centre Georges Pompidou et Le Moniteur, ed. L'art de l'ingénieur [constructeur, entrepreneur, inventeur]. Paris. ISBN 978-2-85850-911-9. Picon1997..